# Bellavista del Norte
Bellavista del Norte är en ort i Mexiko.   Den ligger i kommunen Frontera Comalapa och delstaten Chiapas, i den sydöstra delen av landet, 900 km sydost om huvudstaden Mexico City. Bellavista del Norte ligger 661 meter över havet och antalet invånare är 636.
Terrängen runt Bellavista del Norte är varierad. Runt Bellavista del Norte är det ganska tätbefolkat, med 108 invånare per kvadratkilometer. Närmaste större samhälle är Frontera Comalapa, 1,8 km öster om Bellavista del Norte. I omgivningarna runt Bellavista del Norte växer huvudsakligen savannskog.